# Férfi egyéni kardvívás az 1906. évi nyári olimpiai játékokon
Az Athénban megrendezett 1906. évi nyári olimpiai játékokon a férfi egyéni kardvívás egyike volt a 8 vívószámnak. 29 induló volt 7 nemzetből.

## Eredmények

### Első kör
| A csoport |                                                 |
| 1         | Gustav Casmir · Németország (GER)               |
| 2         | Alexandros Kharalambopoulos · Görögország (GRE) |
| 3         | Ernst Königsgarten · Ausztria (AUT)             |
| 4         | Jetze Doorman · Hollandia (NED)                 |

| B csoport |                                               |
| 1         | Joánisz Jeorjádisz · Görögország (GRE)        |
| 2         | Apáthy Jenő · Magyarország (HUN)              |
| 3         | Jakob Erckrath de Bary · Németország (GER)    |
| 4         | Maurits van Löben Sels · Hollandia (NED)      |
| 5         | Georges Dillon-Cavanagh · Franciaország (FRA) |

| C csoport |                                        |
| 1         | Mészáros Lóránt · Magyarország (HUN)   |
| 2         | Hrísztosz Zormbász · Görögország (GRE) |
| 3         | Emil Schön · Németország (GER)         |
| 4         | Johannes Osten · Hollandia (NED)       |

| D csoport |                                             |
| 1         | James Melvill van Carnbée · Hollandia (NED) |
| 2         | Georges de la Falaise · Franciaország (FRA) |
| 3         | August Petri · Németország (GER)            |
| 4         | Tóth Péter · Magyarország (HUN)             |
| 5         | Arie de Jong · Magyarország (HUN)           |

| E csoport |                                                     |
| 1         | Federico Cesarano · Olaszország (ITA)               |
| 2         | George van Rossem · Hollandia (NED)                 |
| 3         | Konstantinos Fotiadis · Görögország (GRE)           |
| 4         | Nagy Béla · Magyarország (HUN)                      |
| 5         | Hendrik van Blijenburgh · Hollandia (NED)           |
| 6         | Robert Krünert · Németország (GER)                  |
| 7         | Pierre Georges Louis d’Hugues · Franciaország (FRA) |

| F csoport |                                                 |
| 1         | Herbert Sander · Dánia (DEN)                    |
| 2         | Hendrik van der Grinten · Hollandia (NED)       |
| 3         | Willem Hubert van Blijenburgh · Hollandia (NED) |
| 4         | Menélaosz Szakoráfosz · Németország (GER)       |

### Elődöntő
| A csoport |                                                 |
| 1         | Joánisz Jeorjádisz · Görögország (GRE)          |
| 2         | Mészáros Lóránt · Magyarország (HUN)            |
| 3         | Apáthy Jenő · Magyarország (HUN)                |
| 4         | Hrísztosz Zormbász · Görögország (GRE)          |
| 5         | James Melvill van Carnbée · Hollandia (NED)     |
| 6         | Alexandros Kharalambopoulos · Görögország (GRE) |
| 7         | Herbert Sander · Dánia (DEN)                    |

| A csoport |                                             |
| 1         | Gustav Casmir · Németország (GER)           |
| 2         | Georges de la Falaise · Franciaország (FRA) |
| 3         | Federico Cesarano · Olaszország (ITA)       |
| 4         | George van Rossem · Hollandia (NED)         |
| 5         | Hendrik van der Grinten · Hollandia (NED)   |
| 6         | Konstantinos Fotiadis · Görögország (GRE)   |

### Döntő
| Döntő |                                             |
| Arany | Joánisz Jeorjádisz · Görögország (GRE)      |
| Ezüst | Gustav Casimir · Németország (GER)          |
| Bronz | Federico Cesarano · Olaszország (ITA)       |
| 4     | Georges de la Falaise · Franciaország (FRA) |
| 5     | Mészáros Lóránt · Magyarország (HUN)        |
| 6     | Apáthy Jenő · Magyarország (HUN)            |